# Oedura gracilis
Oedura gracilis (стрункий оксамитовий гекон) — вид геконоподібних ящірок родини диплодактилідів (Diplodactylidae). Ендемік Австралії.

## Поширення й екологія
Стрункі оксамитові гекони мешкають у регіоні Кімберлі на північному заході Західної Австралії, від островів архіпелагу Бонапарте на південь до гір Вунаамін-Мілівунді та на схід до річки Булло на північному заході Північної Території. Вони живуть у тріщинах серед пісковикових скель.